# Natallja Sjykalenka
Natallja Sjykalenka (vitryska: Наталля Шыкаленка, Natallja Sjykalenka), född 1 augusti 1964 i Andizjan i Uzbekistan, är en vitrysk före detta friidrottare (spjutkastare).
Sjykalenka tillhörde världseliten i spjut under början av 1990-talet och hon var med i en mycket dramatisk OS-final i Barcelona 1992. Sjykalenka slog till med 68,26 i första kastet och efter två omgångar hade hon de två längsta kasten i tävlingen. Men i allra sista omgången kastade tyskan Silke Renk sex centimeter längre och vann OS-guldet.
Sjykalenka lyckades emellertid vid VM i Göteborg 1995 att vinna ett stort mästerskap då hon kastade 67,57.
Sjykalenka personliga rekord är på 71,40 dock med ett spjut som inte längre används, vilket gör att det inte går att jämföra med dagens kastare.